# Redwick (pays de Galles)
Pour les articles homonymes, voir Redwick.
Redwick (en anglais) ou Y Redwig (en gallois) est un village et une communauté du borough de comté de Newport, au pays de Galles.

## Géographie
Redwick est situé à une dizaine de kilomètres au sud-est du centre-ville de Newport, dans la région naturelle des Caldicot Levels (en).

## Démographie
Au recensement de 2011, la communauté de Redwick comptait 206 habitants.

## Culture locale et patrimoine
La communauté de Redwick abrite deux monuments classés, dont l'église Saint-Thomas de Redwick (en), monument classé de grade I qui remonte peut-être au XIIe siècle.